# Enzo Barrenechea
Enzo Alan Tomás Barrenechea (Villa María, 22 mei 2001) is een Argentijns voetballer die bij voorkeur als defensieve middenvelder speelt. Hij wordt door Aston Villa uitgeleend aan Benfica CF.

## Clubcarrière
In 2019 kocht FC Sion Barrenechea van Newell's Old Boys. In 2020 trok hij naar Juventus, dat hem in het seizoen 2023/24 uitleende aan Frosinone. In 2024 tekende de Argentijn bij Aston Villa, dat hem gedurende het seizoen 2024/25 uitleent aan Valencia CF.